# 茹尔·盖得站
茹尔·盖得站是法国东南部城市马赛的一个地铁车站，位于马赛地铁2号线上。

## 站名
"茹尔·盖得"是法国工人党的创始人之一，这一街区以其命名。

## 位置
茹尔·盖得站位于马赛市中心，属于2区。车站大致呈东西走向，是一个地下车站，有自动扶梯连接地面。
茹尔·盖得站与1号线的科贝尔-大区政府大楼站的直线距离只有300米。

## 设施
茹尔·盖得站站内设有自动售票机及无障碍设施。

## 站台设置
| 北↑ |      |                            |
|     |      | 热兹站←                    |
|     | 岛式 |                            |
|     |      | 圣玛格丽特-德罗梅勒站方向→ |
| 南↓ |      |                            |

## 配套交通

### 城市公共交通
| 茹尔·盖得站附近的公共交通线路 |            |          |
| 公交车站名称                  | 位置       | 停靠线路 |
| 茹尔·盖得                     | 地铁站附近 |          |
| 1.                            |            |          |

此外，当地铁线路发生故障或施工时，马赛交通局可能提供临时摆渡车。

## 临近车站
| 茹尔·盖得站（Jules Guesde）    |               |                 |
| 上行车站                       | 线路          | 下行车站        |
| 若利耶特站 670m ←              | 马赛地铁2号线 | 圣夏勒站 → 580m |
| - 本表仅显示运营中的线路及车站 |               |                 |